# Guarda chi si vede
| Recensione              | Giudizio |
| ----------------------- | -------- |
| Dizionario del Pop-Rock | [ 1 ]    |
| 24.000 dischi           | [ 2 ]    |

Guarda chi si vede è un album del cantautore italiano Ron, pubblicato dall'etichetta discografica Spaghetti e distribuito dalla RCA nel 1982.
Le musiche degli otto brani sono composte dall'interprete, ad eccezione di Cosa farò che è una cover di Lonely Boy, brano del 1977 di Andrew Gold; Ron ha firmato i testi di cinque canzoni, mentre quelli di Anima, Facce e Lasciarmi qui sono opera di Lucio Dalla.
Il già citato Anima si aggiudica l'edizione di quell'anno del Festivalbar.

## Tracce

### LP
Lato A
Testi e musiche di Rosalino Cellamare, eccetto dove indicato.
1. Anima – 3:56 (Lucio Dalla, Rosalino Cellamare)
2. Facce – 5:45 (Lucio Dalla, Rosalino Cellamare)
3. Donna americana – 3:58
4. Lascia stare – 6:20

Lato B
Testi e musiche di Rosalino Cellamare, eccetto dove indicato.
1. Botte – 5:06
2. Lasciarmi qui – 4:25 (Lucio Dalla, Rosalino Cellamare)
3. Cosa farò – 4:12 (musica: Andrew Gold)
4. Occhi da chi s'è visto s'è visto – 5:10

## Formazione
- Ron - voce, cori, chitarra acustica, tastiera, pianoforte
- Ricky Portera - chitarra elettrica
- Fabio Liberatori - tastiera
- Gaetano Curreri - tastiera, cori
- Maurizio Biancani - sintetizzatore, programmazione
- Claudio Golinelli - basso
- Giovanni Pezzoli - batteria
- Enzo Soffritti - tromba
- Sandro Comini - trombone
- Rudy Trevisi - sax, percussioni, direzione strumenti a fiato
- Lucio Dalla - sax
- Daniela Cavalcabo - voce femminile, cori
- Dario Arianti, Delia - cori
- Roberto Giuliani - direzione strumenti ad arco
- Bobo Craxi (non accreditato)- chitarra acustica

Note aggiuntive
- Pressing S.r.l. - produzione
- Renzo Cremonini - produttore esecutivo
- Registrazioni effettuate negli studi Fonoprint di Bologna
- Maurizio Biancani - ingegnere del suono, programmed
- Marcello Spiridoni - trasferimento su disco, mastering
- Ambrogio Lo Giudice - copertina
- Francesco Logoluso - art direction
- Tobia Righi e Paolo Granini - organizzazione generale [3]

## Classifica
Album
| Anno | Classifica | Posizione raggiunta |
| ---- | ---------- | ------------------- |
| 1982 | Hit parade | 7                   |